# Климковичі
Климковичі (Клімковіче, пол. Klimkowicze) — село в Польщі, у гміні Милейчиці Сім'ятицького повіту Підляського воєводства. Населення — 49 осіб (2011).

## Історія
Згадується на початку XVI століття як осада на річці Нурчик, що належала млинарям Климковичам.
У 1975—1998 роках село належало до Білостоцького воєводства.

## Демографія
Демографічна структура станом на 31 березня 2011 року:
|          | Загалом | Допрацездатний вік | Працездатний вік | Постпрацездатний вік |
| -------- | ------- | ------------------ | ---------------- | -------------------- |
| Чоловіки | 23      | 2                  | 16               | 5                    |
| Жінки    | 26      | 5                  | 10               | 11                   |
| Разом    | 49      | 7                  | 26               | 16                   |